# Dance!...Ya Know It!
Dance!...Ya Know It! è un album di remix del cantante statunitense Bobby Brown, pubblicato nel 1989.

## Tracce
1. Roni (Babyface, Darnell Bristol) – 6:12
2. Rock Wit'cha (Babyface, Bristol) – 5:13
3. Girl Next Door (Melvin Wells) – 5:34
4. Don't Be Cruel (Babyface, L.A. Reid, Daryl Simmons) – 5:38
5. Every Little Step (Babyface, Reid) – 4:38
6. On Our Own (Babyface, Reid, Simmons) – 5:12
7. Baby, I Wanna Tell You Something (Larry Blackmon, Tomi Jenkins, Nathan Leftenant) – 4:18
8. My Prerogative (Bobby Brown, Gene Griffin) – 5:12
9. Seventeen (Robert Brookins, Tony Haynes) – 4:32